# Hendrik van Mecklenburg-Schwerin
Hendrik Wladimir Albrecht Ernst (Schwerin, 19 april 1876 — Den Haag, 3 juli 1934), prins der Nederlanden (prins Hendrik), hertog van Mecklenburg-Schwerin, geboren als Heinrich Wladimir Albrecht Ernst Herzog zu Mecklenburg, was de echtgenoot van koningin Wilhelmina der Nederlanden.

## Jeugd
Hendrik was het vierde kind en de derde zoon van groothertog Frederik Frans II van Mecklenburg-Schwerin en diens derde echtgenote prinses Marie van Schwarzburg-Rudolstadt. Hij had een oudere zus, Elisabeth (1869-1955), die was getrouwd met groothertog Frederik August II van Oldenburg, en twee oudere broers, Frederik Willem (1871-1897, verdronken) en Adolf Frederik (1873-1969).
Hij had ook oudere halfzusters en vijf oudere halfbroers (twee overleden voor zijn geboorte), onder wie groothertog Frederik Frans III van Mecklenburg-Schwerin (1851-1897) en hertog Johan Albrecht, regent van Mecklenburg-Schwerin en later van het hertogdom Brunswijk, (1857-1920).
Toen Hendrik bijna zeven jaar oud was overleed zijn vader. Hij bezocht het gymnasium in Dresden en maakte na het behalen van het schooldiploma een reis naar Griekenland, Brits-Indië en Ceylon, waarvan in de plaatselijke krant uitvoerig verslag werd gedaan. In zijn daaropvolgende militaire carrière verkreeg hij de rang van eerste luitenant bij het gardebataljon jagers in Potsdam.

## Huwelijk

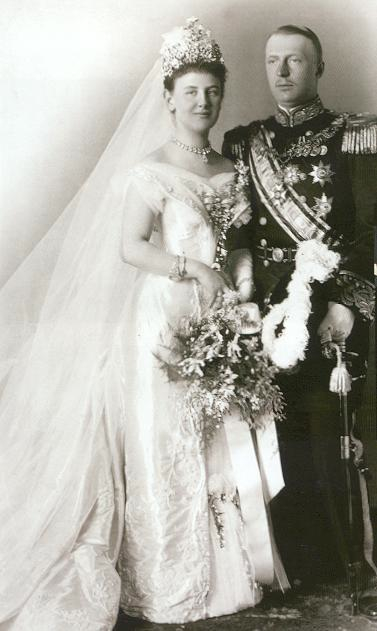
Huwelijksfoto van Hendrik en Wilhelmina.

Hendrik en Wilhelmina waren familie van elkaar. Hendriks betovergrootouders tsaar Paul I en diens vrouw Maria Fjodorovna waren tevens de overgrootouders van Wilhelmina. Zij waren in 1892 als kinderen bij een familiefeest aan elkaar voorgesteld. Tijdens een familiebezoek in 1900 op kasteel Schwarzburg in Thüringen ontmoette Hendrik de toen 19-jarige Wilhelmina, die daar met haar moeder Emma de gasten waren van Mathilde von Schönburg-Waldenburg (1826–1914), Hendriks grootmoeder van moederszijde. 
Het paar verloofde zich op 16 oktober 1900. De voorbereidingen voor het huwelijk werden overschaduwd door de dood op 5 januari 1901 van Wilhelmina's oom groothertog Karel Alexander van Saksen-Weimar-Eisenach en op 22 januari van de Britse koningin Victoria. Op de huwelijksdag, 7 februari, konden daardoor verscheidene genodigden niet aanwezig zijn.
Hendrik ontving op zijn trouwdag de titel Prins der Nederlanden met het predicaat Koninklijke Hoogheid, maar niet de door de Mecklenburgers geëiste titel prins van Oranje. Zijn voornaam en roepnaam Heinrich werd op zijn huwelijksdag officieel vernederlandst naar Hendrik. Omdat Wilhelmina het Huis Oranje-Nassau hoger achtte dan het Huis Mecklenburg, bepaalde zij bij koninklijk besluit dat haar nazaten de titel prins(es) van Oranje-Nassau zouden voeren vóór die van hertog(in) van Mecklenburg.
Het huwelijk tussen de goedmoedige landedelman Hendrik met zijn boertige humor en de strenge en plichtsgetrouwe Wilhelmina was als slecht te kenschetsen. Het echtpaar groeide uit elkaar. Wilhelmina had een hoge plichtopvatting waarvoor bij haar man geen ruimte was. Een ander groot probleem was zijn voortdurende geldgebrek, hoewel hij tijdens zijn gehele huwelijk jaarlijks van zijn echtgenote een bedrag kreeg van 100.000 gulden. Hendrik kreeg geen toelage uit de Nederlandse staatskas. Zijn hobby's kostten veel geld en er werd van hem verwacht dat hij als eerste geld gaf aan nieuw opgezette goede doelen. Ook voorzag hij zijn armlastige familie in Duitsland van geld. Zijn financiële toestand verslechterde toen na de Novemberrevolutie in 1918 zijn groothertogelijke toelage wegviel van omgerekend ongeveer 27.000 gulden op jaarbasis. Het onderhoud van zijn landgoed in Dobbin drukte sindsdien zwaar op zijn uitgavenpatroon. Dit landgoed had hij met financiële hulp van zijn vrouw gekocht en hij diende nog aan haar de hypotheek af te betalen. Tevens ging er geld op aan maîtresses. Het lukte Hendrik niet zijn uitgaven te matigen en om aan zijn verplichtingen te kunnen voldoen, leende hij grote geldbedragen bij bekenden, die hij alleen kon terugbetalen door nieuwe leningen aan te gaan.
De schandalen waarin Hendrik verwikkeld raakte, mede door pogingen geldbronnen aan te boren, maakten het huwelijk er niet beter op. Pas na zijn dood zou Wilhelmina Hendrik beter leren begrijpen en begon zij zijn karakter zelfs te idealiseren.

## Dochter Juliana
Wilhelmina kreeg haar eerste miskraam in november 1901. De daaropvolgende jaren nam, na nog enkele miskramen, de spanning toe over de vraag of Wilhelmina kon zorgen voor een troonopvolger of dat de Nederlandse Oranjetak zou uitsterven en de troon bezet zou gaan worden door een Duitse prins. Op 22 december 1908 maakte de voorzitter van de ministerraad Theo Heemskerk in de Tweede Kamer bekend dat bij Wilhelmina "ontwijfelbaar zwangerschap bestaat en dat deze tot in de tweede helft van haar duur is gevorderd". Prins Hendrik werd in 1909 vader van een dochter, Juliana. Hij kreeg met haar een zeer goede verstandhouding.

## Maatschappelijke functies en privéleven

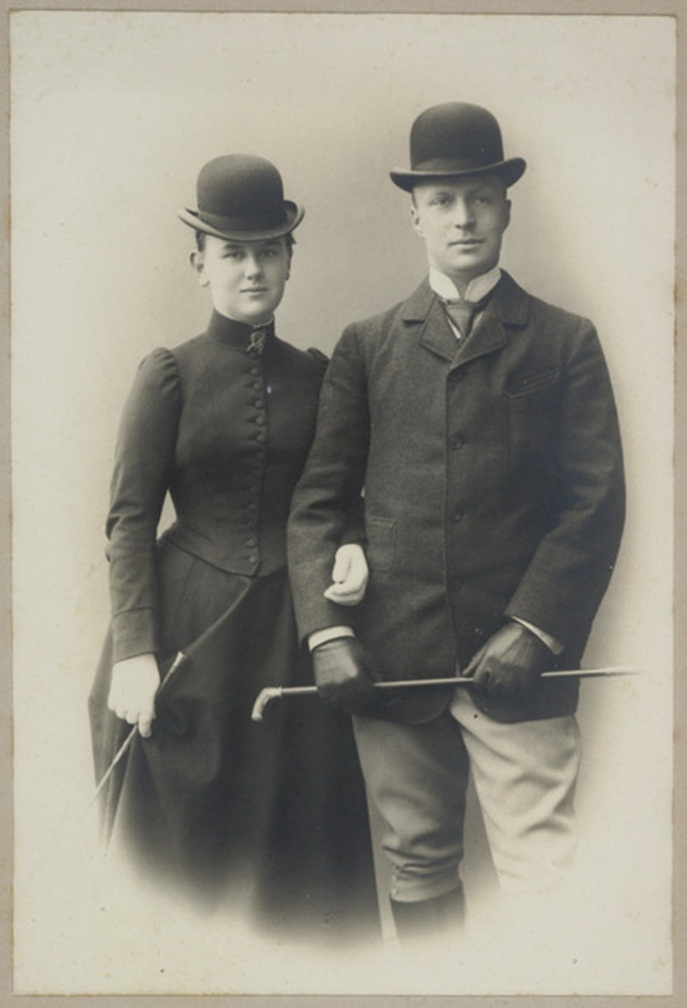
Toen nog Heinrich met Wilhelmina op 17 oktober 1900, een dag na de bekendmaking van hun verloving

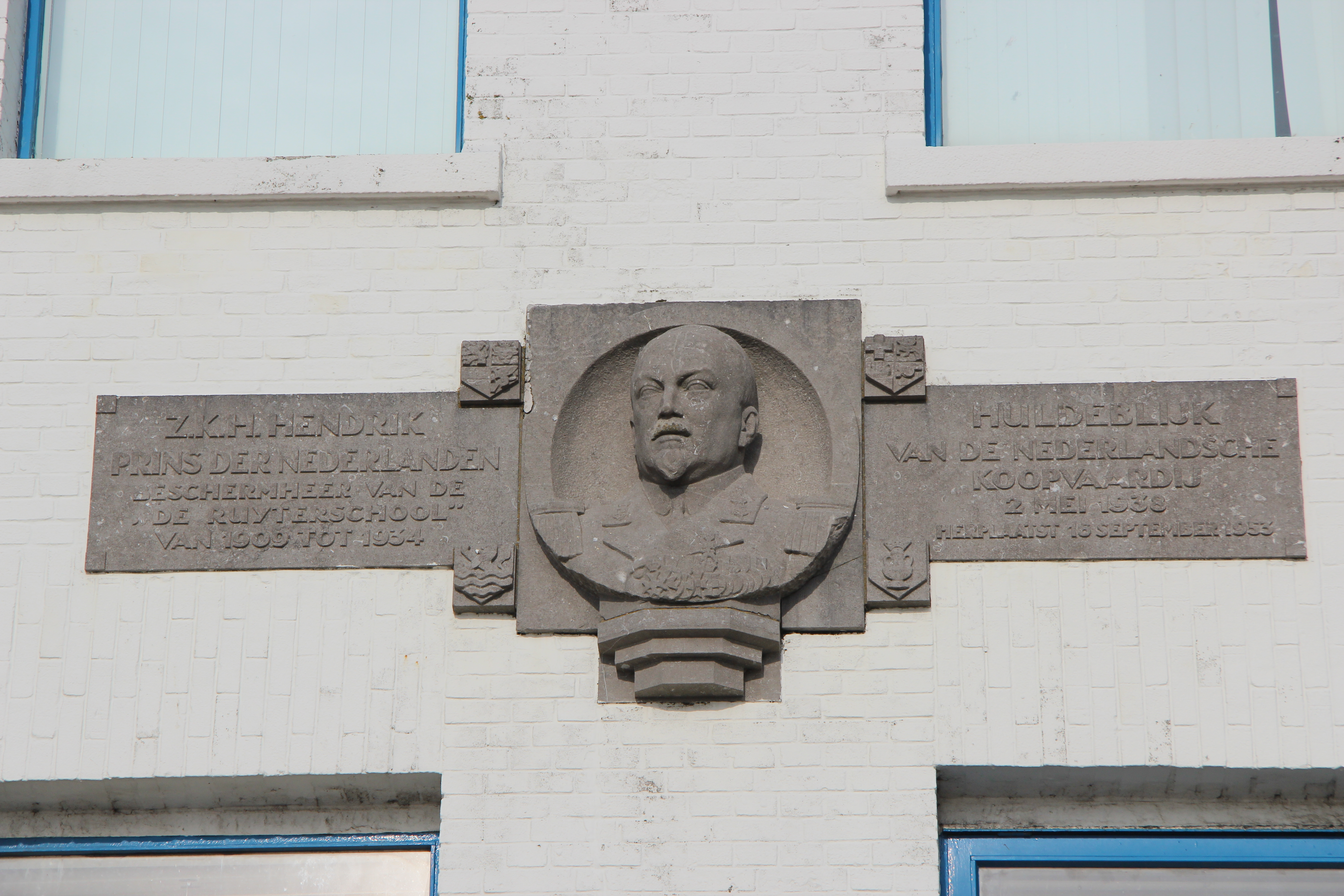
Haut-reliëfportret van prins Hendrik op de gevel van het Maritiem Instituut De Ruyter, vervaardigd door Henk Etienne

Hendrik bekleedde diverse erefuncties in het leger. Hij werd in 1901 tot schout-bij-nacht en generaal-majoor à la suite benoemd, in 1904 tot viceadmiraal en luitenant-generaal. Hij had weliswaar zitting in de Raad van State, maar werd door zijn gemalin buiten alle politieke aangelegenheden gehouden. Deze onbeduidende positie betreurde hij ten zeerste ("het is niet aardig meer als je altijd maar voor spek en bonen erbij bent"). Na de vlucht van de laatste Duitse keizer Wilhelm II naar Nederland in 1918 werd Hendrik belast met het overbrengen van huisraad uit diverse kastelen van het Huis Hohenzollern.
Hij maakte zich bij zijn personeel zeer geliefd, maar bleef voor het volk lange tijd een vreemde. In de beginjaren van zijn huwelijk besteedde hij vooral aandacht aan de jacht en de verbetering van de wildstand op de Veluwe. Ook toonde hij belangstelling voor bosbouw en het dresseren van paarden. Het jagen op vooral korhoenders en wilde zwijnen werd hem niet door iedereen in dank afgenomen; zijn bijnaam luidde Varkensheintje. Zijn imago verbeterde toen hij in februari 1907 de reddingswerkers bezocht die een dag eerder geholpen hadden bij het redden van passagiers van de Berlin, die bij Hoek van Holland gezonken was.
Lezen deed hij niet, evenmin hield hij zich bezig met het voeren van erudiete conversaties. In zijn vrije tijd speelde hij vaak het kaartspel patience of legde een puzzel.
Hendrik had grote belangstelling voor het sociale en economische leven in Nederland. Hij zorgde voor de fusie van de twee toenmalige scoutingorganisaties, De Nederlandsche Padvinders Organisatie en De Nederlandsche Padvindersbond en werd vervolgens Koninklijke Commissaris van de vereniging De Nederlandsche Padvinders. Verder was hij voorzitter van Het Nederlandse Rode Kruis en vervulde hij andere maatschappelijke functies. In 1928 opende hij de Olympische Spelen in Amsterdam.
Hendrik hield er een vrij frivole levensstijl op na. Bekend is in dit verband de anekdote van de prins die, na de erepromotie van zijn dochter Juliana een gesprekje voerde met haar erepromotor, de historicus Johan Huizinga. Huizinga zei tegen de prins: "Uw dochter is erg intelligent en kan goed overweg met haar vrouwelijke jaargenoten", waarop Hendrik met zijn sterk Duits accent geantwoord zou hebben: "Dat van die intelligenz heeft ze van haar moeder, dat van die maisjes van mai".
Door François van 't Sant, een vertrouweling van Wilhelmina en hoofdcommissaris van politie in Den Haag, zouden diverse gevallen zijn verholpen waarin Hendrik min of meer werd gechanteerd. In Huize Windekind, de woning van Van 't Sant, arrangeerde hij voor Hendrik ontmoetingen met prostituees, zodat hij enig overzicht hield over zijn seksuele escapades.
Naast zijn liefde voor jagen, was de prins gek op het water. Deze liefde kwam op iets latere leeftijd tot bloei, mede door het feit dat hij toen door Wilhelmina minder graag gezien was aan het hof. In 1913 liet Hendrik op een scheepswerf in Muiden de salonboot Odin bouwen. Een jacht van bijna twintig meter lang, waarmee hij regelmatig in het gezelschap van vrienden en vriendinnen uitstapjes maakte.
Hendrik droeg vele Nederlandse en onderscheidingen van (nationale regeringen van) vreemde landen; zie de Lijst van onderscheidingen van prins Hendrik der Nederlanden.

## Ziekte en overlijden

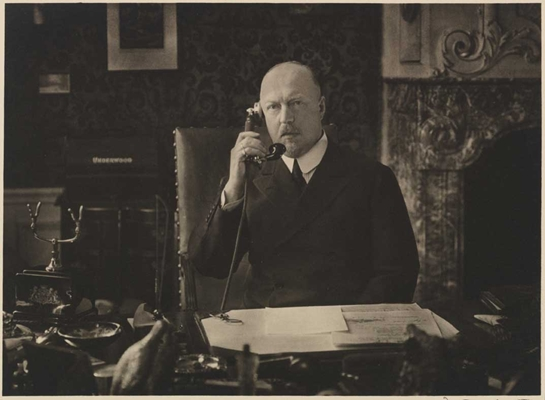
Hendrik bij het Rode Kruis (ca.1930)

Standaard van prins Hendrik als prins-gemaal

De laatste jaren van zijn leven ging zijn gezondheid snel achteruit. Zijn reuma verhevigde, hij werd alsmaar dikker en in 1929 kreeg hij zijn eerste hartinfarct. Het tweede volgde op 28 juni 1934. Op 2 juli dat jaar werd meegedeeld dat hij last had van een zeer lichte hartvliesontsteking, die volgens het hof geen grote zorgen baarde. De volgende dag bracht hij de hele ochtend slapend door en hij zou nog om één uur 's middags opgewekt en met een goede eetlust zijn middagmaal genuttigd hebben. Om half twee 's middags verslechterde plotseling zijn gezondheidstoestand en stierf hij binnen enkele seconden - volgens zijn behandelend geneesheer - aan een hartverlamming. Wilhelmina en Juliana waren daar niet bij. Hendrik werd 58 jaar.
De uitvaart was op 11 juli. Op Hendriks verzoek werden net als bij de begrafenis van zijn moeder de lijkwagen met paarden omkleed met witte lakens. Het was de genodigden niet toegestaan om rouwkleding te dragen. Hendrik werd bijgezet in de Grafkelder van Oranje-Nassau in de Nieuwe Kerk te Delft.

## Nalatenschap
In zijn nalatenschap bevonden zich onder meer een opgezette krokodil, twee olifantspoten, 262 kleine geweien, een olifantenslurf met twee oren, vijf apenschedels, alsook zeven jachtsperen.
Bij zijn dood bleek Hendrik schulden te hebben nagelaten. Op 13 november 1934 zag Juliana af van zijn erfenis. Wilhelmina accepteerde haar wel, maar onder het voorrecht van boedelbeschrijving. De afwikkeling van de erfenis nam nogal wat tijd in beslag. Schuldeisers konden pas in 1939 claims indienen. Die kwamen uiteindelijk uit op een bedrag van 464.932 gulden. Het batig saldo van de roerende en onroerende bezittingen van Hendrik bedroeg slechts 304.624 gulden. Debet daaraan was dat de opbrengsten van het domein Dobbin en van de Duitse waardepapieren door Duitsland op een Sperrkonto waren gezet. Daardoor kwam er voor Dobbin geen 750.000 gulden, maar slechts 163.637 gulden in Nederland terecht. Van de waarde van 25.000 gulden voor de Duitse waardepapieren kon slechts 20% naar Nederland worden overgeheveld. Na een gerechtelijke uitspraak van 19 januari 1940 werden vijftien schuldeisers voor 65% vergoed. Dat percentage had lager kunnen uitvallen als Wilhelmina niet van al haar claims had afgezien en anderen die van hun niet verlaagd hadden. Uiteindelijk kwamen er na de Tweede Wereldoorlog nog Duitse waardepapieren tevoorschijn die aan de schuldeisers werden uitgekeerd.

## Buitenechtelijke kinderen
Al jarenlang doen geruchten de ronde dat Hendrik meerdere buitenechtelijke kinderen verwekt zou hebben. Onomstotelijk bewijs is nooit geleverd. In 1979 gaf Pim Lier aan een buitenechtelijke zoon te zijn van prins Hendrik. De prins zou met zijn moeder, toentertijd de weduwe Mien Wenneker, een jarenlange relatie hebben gehad. Lier werd in 1919 erkend door de luitenant Jan Derk Lier, toen deze de moeder huwde. Volgens Pim Lier kreeg zijn moeder bij zijn geboorte van prins Hendrik een spaarbankboekje met een bedrag van 100.000 gulden, evenals een maandelijkse toelage van 1000 gulden. Door toedoen van, volgens Pim Lier, Van 't Sant zou de toelage zijn gehalveerd. Lier overlegde een brief die door Hendrik geschreven zou zijn. Daarin verwees de prins Liers moeder naar twee ambtenaren mocht hij komen te overlijden.
Loe de Jong meldde in datzelfde jaar bij het uitkomen van deel 9 van Het Koninkrijk der Nederlanden in de Tweede Wereldoorlog, dat Hendrik een zoon verwekt zou hebben bij een vrouw die zich Elisabeth le Roi genoemd zou hebben. De Jong gaf aan dat deze zoon in 1924 geboren zou zijn. Overtuigend bewijs dat deze zoon inderdaad geboren is, kon De Jong niet geven. Hij beriep zich slechts op - omstreden - uitlatingen van Van 't Sant.
In september 1992 deelde Edith Schaap-Abbo, een zus van Pim Lier, mee dat ook zij door Hendrik verwekt zou zijn. Schriftelijke bewijzen had zij niet. Dat daarnaast Hendrik ook de biologische vader zou zijn van de vier andere kinderen van Mien Wenneker, is nooit komen vast te staan.
Na zijn dood betaalde Wilhelmina voor zijn buitenechtelijke escapades financiële vergoedingen: aan Julia Cervey in Genève maandelijks tweehonderd gulden, aan Mien Lier-Wenneker in Den Haag vijfhonderd gulden en aan Wilhelmine Steiner in Zürich eenzelfde bedrag.

## Stamboom
Dit is de stamboom van Hendrik van Mecklenburg-Schwerin (1876-1934).
| Stamboom Hendrik van Mecklenburg-Schwerin                                                    | Stamboom Hendrik van Mecklenburg-Schwerin                                                                  | Stamboom Hendrik van Mecklenburg-Schwerin                                                                  | Stamboom Hendrik van Mecklenburg-Schwerin                                                                  | Stamboom Hendrik van Mecklenburg-Schwerin                                                                  | Stamboom Hendrik van Mecklenburg-Schwerin                                                                  | Stamboom Hendrik van Mecklenburg-Schwerin                                                                  | Stamboom Hendrik van Mecklenburg-Schwerin                                                                  | Stamboom Hendrik van Mecklenburg-Schwerin                                                                  | Stamboom Hendrik van Mecklenburg-Schwerin                                                                  | Stamboom Hendrik van Mecklenburg-Schwerin                                                                  | Stamboom Hendrik van Mecklenburg-Schwerin                                                                  | Stamboom Hendrik van Mecklenburg-Schwerin                                                                  | Stamboom Hendrik van Mecklenburg-Schwerin                                                                  | Stamboom Hendrik van Mecklenburg-Schwerin                                                                  | Stamboom Hendrik van Mecklenburg-Schwerin                                                                  | Stamboom Hendrik van Mecklenburg-Schwerin                                                                  |
| -------------------------------------------------------------------------------------------- | --- | --- | --- | --- | --- | --- | --- | --- | --- | --- | --- | --- | --- | --- | --- | --- |
| Overgrootouders                                                                              | Frederik Lodewijk van Mecklenburg-Schwerin (1778-1819) x 1799 Helena Pavlovna Romanov (1784-1803)          | Frederik Lodewijk van Mecklenburg-Schwerin (1778-1819) x 1799 Helena Pavlovna Romanov (1784-1803)          | Frederik Lodewijk van Mecklenburg-Schwerin (1778-1819) x 1799 Helena Pavlovna Romanov (1784-1803)          | Frederik Lodewijk van Mecklenburg-Schwerin (1778-1819) x 1799 Helena Pavlovna Romanov (1784-1803)          | Frederik Willem III van Pruisen (1770-1840) x 1793 Louise van Mecklenburg-Strelitz (1776-1810)             | Frederik Willem III van Pruisen (1770-1840) x 1793 Louise van Mecklenburg-Strelitz (1776-1810)             | Frederik Willem III van Pruisen (1770-1840) x 1793 Louise van Mecklenburg-Strelitz (1776-1810)             | Frederik Willem III van Pruisen (1770-1840) x 1793 Louise van Mecklenburg-Strelitz (1776-1810)             | Karel Günther van Schwarzburg-Rudolstadt (1771-1825) x 1793 Louise van Hessen-Homburg (1772-1854)          | Karel Günther van Schwarzburg-Rudolstadt (1771-1825) x 1793 Louise van Hessen-Homburg (1772-1854)          | Karel Günther van Schwarzburg-Rudolstadt (1771-1825) x 1793 Louise van Hessen-Homburg (1772-1854)          | Karel Günther van Schwarzburg-Rudolstadt (1771-1825) x 1793 Louise van Hessen-Homburg (1772-1854)          | Otto Victor van Schönburg (1785-1859) x 1817 Thecla van Schwarzburg-Rudolstadt (1795-1861)                 | Otto Victor van Schönburg (1785-1859) x 1817 Thecla van Schwarzburg-Rudolstadt (1795-1861)                 | Otto Victor van Schönburg (1785-1859) x 1817 Thecla van Schwarzburg-Rudolstadt (1795-1861)                 | Otto Victor van Schönburg (1785-1859) x 1817 Thecla van Schwarzburg-Rudolstadt (1795-1861)                 |
| Grootouders                                                                                  | Paul Frederik van Mecklenburg (1800-1842) x 1822 Alexandrine van Pruisen (1803-1892)                       | Paul Frederik van Mecklenburg (1800-1842) x 1822 Alexandrine van Pruisen (1803-1892)                       | Paul Frederik van Mecklenburg (1800-1842) x 1822 Alexandrine van Pruisen (1803-1892)                       | Paul Frederik van Mecklenburg (1800-1842) x 1822 Alexandrine van Pruisen (1803-1892)                       | Paul Frederik van Mecklenburg (1800-1842) x 1822 Alexandrine van Pruisen (1803-1892)                       | Paul Frederik van Mecklenburg (1800-1842) x 1822 Alexandrine van Pruisen (1803-1892)                       | Paul Frederik van Mecklenburg (1800-1842) x 1822 Alexandrine van Pruisen (1803-1892)                       | Paul Frederik van Mecklenburg (1800-1842) x 1822 Alexandrine van Pruisen (1803-1892)                       | Frans Frederik van Schwarzburg-Rudolstadt (1801-1875) x 1847 Mathilda van Schönburg-Waldenburg (1826-1914) | Frans Frederik van Schwarzburg-Rudolstadt (1801-1875) x 1847 Mathilda van Schönburg-Waldenburg (1826-1914) | Frans Frederik van Schwarzburg-Rudolstadt (1801-1875) x 1847 Mathilda van Schönburg-Waldenburg (1826-1914) | Frans Frederik van Schwarzburg-Rudolstadt (1801-1875) x 1847 Mathilda van Schönburg-Waldenburg (1826-1914) | Frans Frederik van Schwarzburg-Rudolstadt (1801-1875) x 1847 Mathilda van Schönburg-Waldenburg (1826-1914) | Frans Frederik van Schwarzburg-Rudolstadt (1801-1875) x 1847 Mathilda van Schönburg-Waldenburg (1826-1914) | Frans Frederik van Schwarzburg-Rudolstadt (1801-1875) x 1847 Mathilda van Schönburg-Waldenburg (1826-1914) | Frans Frederik van Schwarzburg-Rudolstadt (1801-1875) x 1847 Mathilda van Schönburg-Waldenburg (1826-1914) |
| Ouders                                                                                       | Frederik Frans II van Mecklenburg-Schwerin (1823-1883) x 1868 Marie van Schwarzburg-Rudolstadt (1850-1922) | Frederik Frans II van Mecklenburg-Schwerin (1823-1883) x 1868 Marie van Schwarzburg-Rudolstadt (1850-1922) | Frederik Frans II van Mecklenburg-Schwerin (1823-1883) x 1868 Marie van Schwarzburg-Rudolstadt (1850-1922) | Frederik Frans II van Mecklenburg-Schwerin (1823-1883) x 1868 Marie van Schwarzburg-Rudolstadt (1850-1922) | Frederik Frans II van Mecklenburg-Schwerin (1823-1883) x 1868 Marie van Schwarzburg-Rudolstadt (1850-1922) | Frederik Frans II van Mecklenburg-Schwerin (1823-1883) x 1868 Marie van Schwarzburg-Rudolstadt (1850-1922) | Frederik Frans II van Mecklenburg-Schwerin (1823-1883) x 1868 Marie van Schwarzburg-Rudolstadt (1850-1922) | Frederik Frans II van Mecklenburg-Schwerin (1823-1883) x 1868 Marie van Schwarzburg-Rudolstadt (1850-1922) | Frederik Frans II van Mecklenburg-Schwerin (1823-1883) x 1868 Marie van Schwarzburg-Rudolstadt (1850-1922) | Frederik Frans II van Mecklenburg-Schwerin (1823-1883) x 1868 Marie van Schwarzburg-Rudolstadt (1850-1922) | Frederik Frans II van Mecklenburg-Schwerin (1823-1883) x 1868 Marie van Schwarzburg-Rudolstadt (1850-1922) | Frederik Frans II van Mecklenburg-Schwerin (1823-1883) x 1868 Marie van Schwarzburg-Rudolstadt (1850-1922) | Frederik Frans II van Mecklenburg-Schwerin (1823-1883) x 1868 Marie van Schwarzburg-Rudolstadt (1850-1922) | Frederik Frans II van Mecklenburg-Schwerin (1823-1883) x 1868 Marie van Schwarzburg-Rudolstadt (1850-1922) | Frederik Frans II van Mecklenburg-Schwerin (1823-1883) x 1868 Marie van Schwarzburg-Rudolstadt (1850-1922) | Frederik Frans II van Mecklenburg-Schwerin (1823-1883) x 1868 Marie van Schwarzburg-Rudolstadt (1850-1922) |
| Hendrik van Mecklenburg-Schwerin (1876-1934) x 1901 Wilhelmina van Oranje-Nassau (1880-1962) | | | | | | | | | | | | | | | | |
| Kinderen                                                                                     | Juliana (1909-2004) x 1937 Bernhard van Lippe-Biesterfeld (1911-2004)                                      | Juliana (1909-2004) x 1937 Bernhard van Lippe-Biesterfeld (1911-2004)                                      | Juliana (1909-2004) x 1937 Bernhard van Lippe-Biesterfeld (1911-2004)                                      | Juliana (1909-2004) x 1937 Bernhard van Lippe-Biesterfeld (1911-2004)                                      | Juliana (1909-2004) x 1937 Bernhard van Lippe-Biesterfeld (1911-2004)                                      | Juliana (1909-2004) x 1937 Bernhard van Lippe-Biesterfeld (1911-2004)                                      | Juliana (1909-2004) x 1937 Bernhard van Lippe-Biesterfeld (1911-2004)                                      | Juliana (1909-2004) x 1937 Bernhard van Lippe-Biesterfeld (1911-2004)                                      | Juliana (1909-2004) x 1937 Bernhard van Lippe-Biesterfeld (1911-2004)                                      | Juliana (1909-2004) x 1937 Bernhard van Lippe-Biesterfeld (1911-2004)                                      | Juliana (1909-2004) x 1937 Bernhard van Lippe-Biesterfeld (1911-2004)                                      | Juliana (1909-2004) x 1937 Bernhard van Lippe-Biesterfeld (1911-2004)                                      | Juliana (1909-2004) x 1937 Bernhard van Lippe-Biesterfeld (1911-2004)                                      | Juliana (1909-2004) x 1937 Bernhard van Lippe-Biesterfeld (1911-2004)                                      | Juliana (1909-2004) x 1937 Bernhard van Lippe-Biesterfeld (1911-2004)                                      | Juliana (1909-2004) x 1937 Bernhard van Lippe-Biesterfeld (1911-2004)                                      |
| Kleinkinderen                                                                                | Beatrix (1938) x 1966 Claus van Amsberg (1926-2002)                                                        | Beatrix (1938) x 1966 Claus van Amsberg (1926-2002)                                                        | Beatrix (1938) x 1966 Claus van Amsberg (1926-2002)                                                        | Beatrix (1938) x 1966 Claus van Amsberg (1926-2002)                                                        | Irene (1939) x 1964-1981 Carel Hugo van Bourbon-Parma (1930-2010)                                          | Irene (1939) x 1964-1981 Carel Hugo van Bourbon-Parma (1930-2010)                                          | Irene (1939) x 1964-1981 Carel Hugo van Bourbon-Parma (1930-2010)                                          | Irene (1939) x 1964-1981 Carel Hugo van Bourbon-Parma (1930-2010)                                          | Margriet (1943) x 1967 Pieter van Vollenhoven (1939)                                                       | Margriet (1943) x 1967 Pieter van Vollenhoven (1939)                                                       | Margriet (1943) x 1967 Pieter van Vollenhoven (1939)                                                       | Margriet (1943) x 1967 Pieter van Vollenhoven (1939)                                                       | Christina (1947-2019) x 1975-1996 Jorge Guillermo (1946)                                                   | Christina (1947-2019) x 1975-1996 Jorge Guillermo (1946)                                                   | Christina (1947-2019) x 1975-1996 Jorge Guillermo (1946)                                                   | Christina (1947-2019) x 1975-1996 Jorge Guillermo (1946)                                                   |
| Achterkleinkinderen                                                                          | Willem-Alexander (1967) x 2002 Maxima (1971)                                                               | Friso (1968-2013) x 2004 Mabel (1968)                                                                      | Friso (1968-2013) x 2004 Mabel (1968)                                                                      | Constantijn (1969) x 2001 Laurentien (1966)                                                                | Carlos (1970) x 2010 Annemarie (1977)                                                                      | Margarita (1972) x 2001-2006 Edwin (1966) x 2008 Tjalling (1975)                                           | Jaime (1972) x 2013 Viktória (1982)                                                                        | Carolina (1974) x 2012 Albert (1974)                                                                       | Maurits (1968) x 1998 Marilène (1970)                                                                      | Bernhard jr (1969) x 2000 Annette (1972)                                                                   | Pieter Christiaan (1972) x 2005 Anita (1969)                                                               | Floris (1975) x 2005 Aimée (1977)                                                                          | Bernardo (1977) x 2009-2011 (?) Eva (1978)                                                                 | Bernardo (1977) x 2009-2011 (?) Eva (1978)                                                                 | Nicolás (1979)                                                                                             | Juliana (1981) x ? Tao Bodhi                                                                               |
| Betachterkleinkinderen                                                                       | Catharina-Amalia (2003) Alexia (2005) Ariane (2007)                                                        | Luana (2005) Zaria (2006)                                                                                  | Luana (2005) Zaria (2006)                                                                                  | Eloise (2002) Claus-Casimir (2004) Leonore (2006)                                                          | Carlos Hugo (1997) Luisa (2012) Cecilia (2013) Carlos Enrique (2016)                                       | Julia (2008) Paola (2011)                                                                                  | Zita (2014) Gloria (2016)                                                                                  | Alaïa-Maria (2014) Xavier (2015)                                                                           | Anna (2001) Lucas (2002) Felicia (2005)                                                                    | Isabella (2002) Samuel (2004) Benjamin (2008)                                                              | Emma (2006) Pieter (2008)                                                                                  | Magali (2007) Eliane (2009) Willem Jan (2013)                                                              | Isabel (2009) Julian (2011)                                                                                | Isabel (2009) Julian (2011)                                                                                | - | Kai Numa Aida                                                                                              |